# El Niño

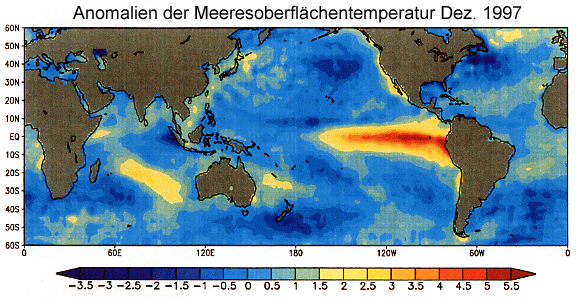
Anomalie der Meeresoberflächentemperatur während eines starken El Niños (Dez. 1997) (Quelle: NCEP, NOAA)

El Niño (spanisch für „der Junge, das Kind“, hier konkret: „das Jesuskind“; pl. los niños) nennt man das Auftreten ungewöhnlicher, nicht zyklischer, veränderter Meeresströmungen im ozeanografisch-meteorologischen System (El Niño-Southern Oscillation, ENSO) des äquatorialen Pazifiks. Das Phänomen tritt in unregelmäßigen Abständen von durchschnittlich vier Jahren auf. Der Name ist von „El Niño de Navidad“ abgeleitet und bezieht sich auf das neugeborene Jesuskind, dessen Geburt zu Weihnachten, also dem Zeitpunkt des Auftretens des Wetterphänomens, gefeiert wird. Er stammt von peruanischen Fischern, die den Effekt aufgrund der dadurch ausbleibenden Fischschwärme wirtschaftlich zu spüren bekommen.

## Ablauf

Schematische Darstellung der El-Niño-Wetterlage

Zur Weihnachtszeit beträgt die normale Wassertemperatur im Pazifik vor Indonesien 28 °C, die vor der Küste Perus dagegen nur 24 °C. Durch die Passatwinde kommt es vor Peru zum Auftrieb von kühlem Wasser aus den Tiefen des Ozeans. Dieser Auftrieb ist Teil des Humboldtstroms vor der Küste Südamerikas.
Bei El Niño kommt es zu einem geringeren Auftrieb durch die schwächeren Passatwinde und somit wird der kalte Humboldtstrom allmählich schwächer und kommt zum Erliegen. Das Oberflächenwasser vor der Küste Perus erwärmt sich so sehr, dass die obere Wasserschicht nicht mehr mit dem kühlen und nährstoffreichen Tiefenwasser durchmischt wird. Deshalb kommt es zum Absterben des Planktons, das zum Zusammenbruch ganzer Nahrungsketten führt. Außerdem führen die größeren Mengen verdunstenden Wassers vor der südamerikanischen Pazifikküste zu sehr starken Regenfällen an der Westseite der Anden, die zu Hangrutschungen und Überschwemmungen der Abflussgewässer führen; dadurch werden auch die Siedlungen der Bewohner betroffen.
Der Ostpazifik vor Südamerika erwärmt sich, während vor Australien und Indonesien die Wassertemperatur absinkt. Aufgrund der im Normalfall erhöhten Temperatur im Westpazifik kommt es zu einer Luftdruckabnahme und im kälteren Ostpazifik zur Bildung eines Hochdruckgebiets. Dadurch entstehen bodennahe Ostwinde, die warmes Oberflächenwasser aus dem Pazifik vor Südamerika in Richtung Westen nach Indonesien schieben. Während eines El Niños wird diese Luftzirkulation, genannt „Walker-Zirkulation“, umgekehrt. Dabei strömt während eines Zeitraums von etwa drei Monaten das warme Oberflächenwasser von Südostasien nach Südamerika.

## Fernwirkungen

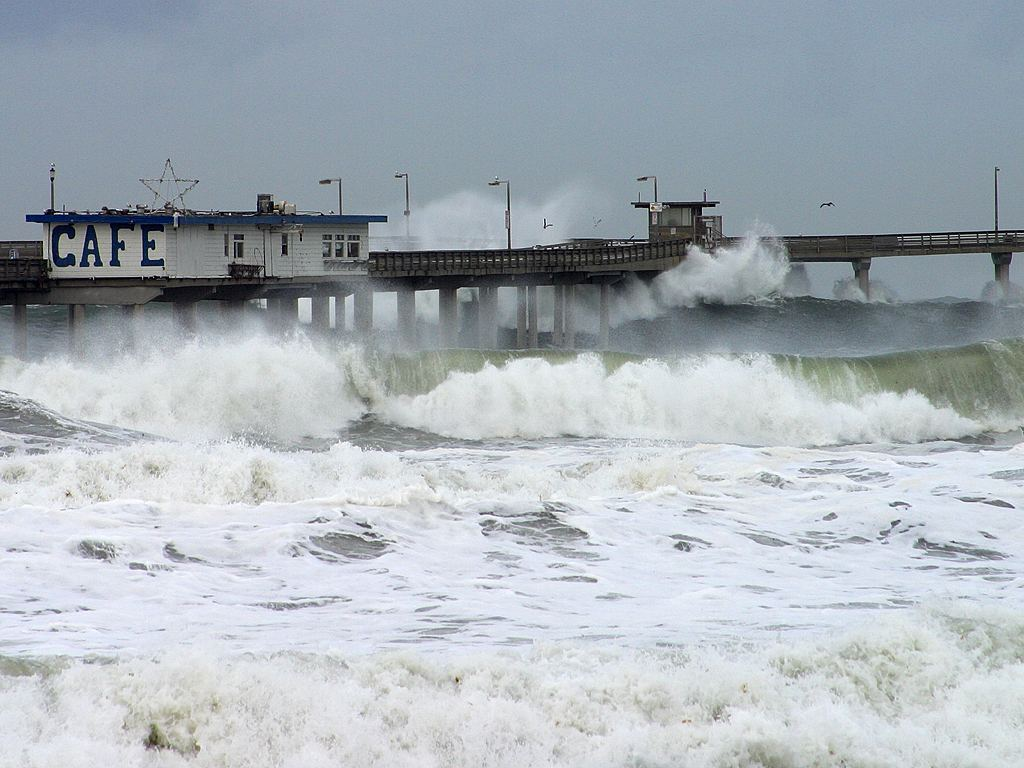
Auswirkungen von El Niño (Ocean Beach, San Diego, Dezember 2002)

Auf drei Vierteln der Erde werden die Wettermuster beeinflusst. Auf den Galápagos-Inseln und an der südamerikanischen Küste kommt es zu starken Regenfällen. Diese führen zu Überschwemmungen entlang der westlichen Küste Südamerikas. Selbst an der nordamerikanischen Westküste kommt es zu Überschwemmungen.
Der Regenwald im Amazonasgebiet leidet dagegen unter Trockenheit. Vor Mexiko können gewaltige Wirbelstürme entstehen, die enorme Schäden anrichten. In Südostasien und Australien kommt es durch den fehlenden Regen zu Buschfeuern und riesigen Waldbränden. Während es in Ostafrika in Ländern wie Kenia und Tansania mehr Regen gibt, ist es in Sambia, Simbabwe, Mosambik und Botswana (südliches Afrika) deutlich trockener.
Es kommt zu einem Massensterben von Meerestieren, Seevögeln und Korallen. Durch die Erwärmung des Meereswassers kommt es zum Absterben des Planktons vor der peruanischen Küste. Hier gab es in normalen Jahren bis zu zehnmal so viel Fisch wie an anderen Küsten. Bei El Niño finden die Fische nichts mehr zu fressen und wandern ab. Die Robbenkolonien finden keine Nahrung mehr und viele Tiere verhungern. Der wirtschaftliche Schaden für die Menschen ist kaum zu beziffern.
Durch die hohen Temperaturen tritt auch in den Gebieten die Korallenbleiche in den Riffen auf, die bisher davon nicht betroffen waren.
Europa blieb bis auf wenige Ausnahmen, wie etwa den in Europa ungewöhnlich kalten Winter 1941/42, von den Fernwirkungen El Niños verschont. Allerdings wurde eine Auswirkung auf den kalten und schneereichen Winter 2009/10 in Europa und Nordamerika diskutiert. Außerdem führt das El-Niño-Phänomen zu Auswirkungen auf den indischen Monsun – in El-Niño-Jahren ist der Niederschlag stark erhöht, wohingegen der Monsun in La-Niña-Jahren geringeren Niederschlag mit sich bringt.

## Häufigkeit und Geschichte
Bedingungen für das Auftreten von El Niño stellten sich innerhalb der letzten 300 Jahre in Zeitabschnitten von 2 bis 7 (oder 8) Jahren ein. Die meisten El-Niños waren früher eher schwach ausgeprägt. Es gibt Hinweise auf sehr starke El-Niño-Ereignisse zu Beginn des Holozäns vor etwa 11.700 Jahren.
Größere El-Niño-Ereignisse wurden für die Jahre 1790–93, 1828, 1876–78, 1891, 1925/26 und 1972/73 notiert. In den Jahren 1982/83 und 1997/98 kam es ebenfalls zu größeren Ereignissen. Das Ereignis 2015/16 dürfte das drittstärkste seit 65 Jahren sein. Das El-Niño-Ereignis, das sich 2023 entwickelte, verstärkte die Jahrhundertdürre im südamerikanischen Amazonasbecken.

### Historische Auswirkungen
El Niño beeinträchtigte die vorkolumbianischen Inka und hat vielleicht zum Untergang der Moche und anderer kolumbianischer und peruanischer Kulturen beigetragen. Die erste echte Aufzeichnung stammt aus dem Jahr 1726.
Eine weitere frühe Aufzeichnung erwähnt sogar den Ausdruck El Niño in Bezug auf Klimaereignisse im Jahr 1892. Sie stammt von Captain Camilo Carrillo aus seinem Bericht auf dem Kongress der geografischen Gesellschaft in Lima, in dem er schrieb, dass peruanische Seeleute diese warme nördliche Strömung El Niño nannten, da sie in der Zeit um Weihnachten auftrete.
Das Phänomen war von langfristigem Interesse, da es sich auf die Guanoindustrie auswirkte und auch auf andere Industriezweige, die biotische Produkte des Meeres nutzten.
Charles Todd beobachtete im Jahr 1893, dass Trockenzeiten in Indien und Australien gleichzeitig mit dem Phänomen eintraten. Norman Lockyer beobachtete dies im Jahr 1904 ebenfalls. Eine Verbindung mit Überflutungen wurde 1895 von Pezet und Eguiguren ins Feld geführt. 1924 prägte Gilbert Walker (Namensgeber für die Walkerzirkulation) den Begriff Südliche Oszillation.
In den meisten Jahren erschien es unwahrscheinlich, dass das Phänomen Auswirkungen bis nach Europa hatte. Es gab Jahre, in denen das Klima Europas mit einem ENSO-Ereignis korrelierte. Einige Studien sahen eine Beziehung zwischen dem besonders harten Winter 1941/42 beim deutschen Russlandfeldzug und El Niño. Hierbei sind möglicherweise eher langskalige Zyklen wie die Pazifische Dekaden-Oszillation zu berücksichtigen als El Niño selbst.

### Neuere Beobachtungen

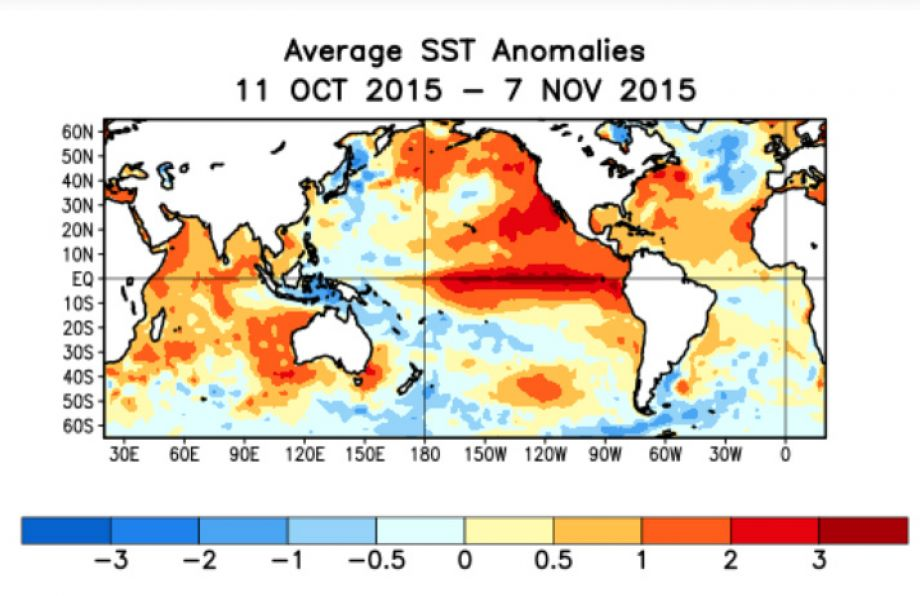
Abweichungen Mittelwert 11. Okt.–7. Nov. 2015 vom langjährigen Mittel, rot: mindestens 0,5 K wärmer ↑ Wikimedia Commons für Details (englisch)

#### 1982 bis 1998
Nach dem großen El-Niño-Ereignis von 1982/83 gab es verstärktes Interesse wissenschaftlicher Kreise. In den Jahren 1990 bis 1994 trat El Niño in ungewöhnlich schneller Folge auf.
Über den Jahreswechsel 1982/83 und im Jahr 1997/98 war El Niño ungewöhnlich stark ausgeprägt. Die Wassertemperatur lag sieben Kelvin über der normalen Durchschnittstemperatur, so dass Wärmeenergie in die Erdatmosphäre abgegeben wurde. Bei diesem Ereignis wurde die Luft zeitweilig um bis zu 1,5 K erwärmt, viel im Vergleich zur üblichen Erwärmung von 0,25 K im Umfeld eines El Niño. 1997/98 kam es darüber hinaus zu einem geschätzten Absterben von einem Sechstel der weltweiten Riffsysteme. Seit dieser Zeit ist der Effekt der Korallenbleiche weltweit bekannt geworden; in allen Regionen wurden Bleichstellen gefunden.

#### Neuere Trends seit 2000
Sang-Wook Yeh und Mitarbeiter äußerten 2010 die These, El Niño trete nicht mehr zungenförmig, sondern hufeisenförmig auf. Dieser Trend könnte durch die globale Erwärmung und/oder durch natürlich wiederkehrende Zyklen des Pazifiks möglicherweise in den kommenden Jahrzehnten stärker werden.
Eine interessante Entdeckung machten Meeresbiologen auf den besonders vom El-Niño-Phänomen betroffenen Galápagos-Inseln: Die Leguane, die an den felsigen Küsten der Inseln endemisch sind, haben eine einzigartige Anpassungsfähigkeit entwickelt, die ihnen das Überleben sichert – sie sind in der Lage, ihre Körpergröße zu reduzieren. Dem Forschungsstand zufolge können diese Meerechsen bis zu 20 % ihrer Masse einbüßen und so ihren Nährstoffbedarf entsprechend verringern. Mithilfe modernster Tracking-Technik sind Exemplare markiert worden und werden in regelmäßigen Abständen vermessen.

#### 2015/2016
Am 5. März 2015 prognostizierte die NOAA die Ankunft eines neuen El-Niño-Ereignisses in den nächsten Monaten. Die Prognose bestätigte sich. Die Auswirkungen gelten im südlichen Afrika und Ostafrika als die stärksten seit mehreren Jahrzehnten und führten zu Viehsterben, Nahrungsmittelknappheit und politischer Instabilität. Allein in Äthiopien waren 10 bis 20 Mio. Menschen von Hunger und akuter Wasserknappheit bedroht, weltweit wurde die Zahl der Betroffenen auf über 60 Mio. geschätzt. Auch 2022, über sechs Jahre nach der Anomalie, herrschte noch extreme Dürre in ostafrikanischen Ländern; in Kenia hat es in weiten Regionen drei Jahre danach nicht mehr geregnet, Vieh und Menschen leiden an chronischer Unterernährung.
Insgesamt erwies sich der El Niño als einer der drei stärksten, die jemals beobachtet wurden (neben 1982/83 und 1997/98). Er gilt neben der globalen Erwärmung als Hauptursache für den 2015 aufgetretenen weltweiten Hitzerekord, der 2016 noch einmal übertroffen wurde.

#### 2023/2024

Absolute Meeresoberflächentemperatur (sea surface temperature) und Meeresoberflächen-Temperaturanomalien von April 2023 bis Juni 2023. El Niño ist deutlich sichtbar.

Im Juni 2023 begann ein weiterer El Niño. Am 4. Juli rief die Weltorganisation für Meteorologie den El Niño aus. Er erreichte seine Hochphase von November 2023 bis Januar 2024. Danach löste er sich auf; einige Auswirkungen hielten noch an. Es war einer der fünf stärksten El Niños seit Beginn der Aufzeichnungen.
In Afrika sorgte El Niño für eine lange, auch weit darüber hinaus anhaltende Dürre im südlichen Afrika. Mehrere Staaten riefen den Ausnahmezustand aus, darunter Simbabwe, Sambia, Malawi und am 28. Mai Namibia, da viele Menschen dort von der Landwirtschaft leben und wegen der Dürre unter Hunger leiden. Außerdem wird vermutet, dass El Niño neben dem sich ebenfalls in einer positiven Phase befindenden Indischen-Ozean-Dipol (IOD) zu den tödlichen Überschwemmungen in Ostafrika im März bis Mai 2024 während der langen Regenzeit beitrug. Nach einer Zuordnungsstudie der World Weather Attribution war der Einfluss beider Phänomene auf die Überschwemmungen jedoch vernachlässigbar. Bei den Überschwemmungen im Herbst 2023 während der kurzen Regenzeit wurde nur ein signifikanter Einfluss des IOD und der globalen Erwärmung, jedoch nicht von El Niño festgestellt.
In Brasilien führte El Niño in der Vergangenheit allgemein zu Dürren im Norden und schweren Regenfällen im Süden des Landes. Für die Dürre im Amazonasbecken ab Mitte 2023, die neben Brasilien auch Bolivien, Ecuador, Kolumbien, Peru und Venezuela betraf, war laut World Weather Attribution dennoch der Klimawandel der Haupteinflussfaktor. Auch für eine ungewöhnliche Hitzeperiode in Südamerika im August bis September, die im Winter der Südhalbkugel Temperaturen über 40 °C erreichte, wurde ein möglicherweise bestehender Einfluss El Niños im Vergleich zum Klimawandel als vernachlässigbar bewertet. In Brasilien trug jedoch laut dem Instituto Nacional de Meteorologia (INMET), dem nationalen meteorologischen Dienst, der sich abschwächende El Niño zu den extremen Regenfällen ab Ende April im südbrasilianischen Bundesstaat Rio Grande do Sul, die eine Hochwasserkatastrophe auslösten, bei.
Ein wichtiger Einflussfaktor war El Niño neben der globalen Erwärmung für die Überschwemmungen in den Vereinigten Arabischen Emiraten und Oman, bei denen am 14. bis 15. April 2024 mindestens 24 Menschen ums Leben kamen. Die meisten Starkregenereignisse in der Region fanden in der Vergangenheit ebenfalls während einer positiven Phase El Niños statt.
Im Atlantik treten in El-Niño-Jahren aufgrund von trockener Luft typischerweise weniger tropische Wirbelstürme auf. In der vom 1. Juni bis 30. November dauernden Hurrikansaison 2023 herrschten jedoch zugleich auf Rekordniveau liegende Wassertemperaturen, die das Entstehen von tropischen Wirbelstürmen begünstigen, sodass dennoch die vierthöchste Sturmaktivität seit 1950 verzeichnet wurde. Für die Hurrikansaison 2024 wird aufgrund des erwarteten Umschwungs zu einer La-Niña-Phase und der sich weiterhin auf Rekordniveau befindenden Meerestemperaturen mit einer ebenfalls hohen Aktivität gerechnet.
Ob der Klimawandel eine Rolle bei der Ausprägung des El Niño 2023/24 spielte, kann laut IPCC nicht mit Sicherheit gesagt werden. Allerdings trage der Klimawandel dazu bei, die Effekte des El Niño zu verstärken.

## Vorhersagemöglichkeiten und SOI-Metrik
Einigen Studien zufolge könnten El-Niño-Ereignisse genauer als bisher angenommen voraussagbar sein (siehe hierzu auch Witterungsprognose).
Ein Vorhersageverfahren beruht auf der Auswertung charakteristischer Luftdruckanomalien im südpazifischen Raum. Grundlage sind Luftdruckmessungen aus Tahiti und Darwin (Australien). Ergebnis dieser Auswertung ist der Southern Oscillation Index (SOI).
Ein verwandtes Phänomen im Atlantik ist etwa die dekadische Nordatlantische Oszillation, die durch Telekonnektion über den Nordpol (Arktische Oszillation) und die amerikanischen Landmassen auch zeitverzögert mit El-Niño-/La-Niña-Phasen ursächlich zusammenhängen könnte.

## La Niña
Im Gegensatz zu El Niño ist La Niña eine außergewöhnlich kalte Meeresströmung im äquatorialen Pazifik, also sozusagen ein Anti-El-Niño, worauf auch die Namensgebung (spanisch: „Mädchen“) beruht.
Durch diese kalte Strömung entwickelt sich über Indonesien ein besonders starkes Tiefdruckgebiet. Die Passatwinde wehen stark und lang anhaltend. Dadurch kühlt sich der östliche Pazifik weiter ab und es gibt in Indonesien besonders viel Regen. Dagegen ist es in Peru sehr trocken und es fällt kaum Niederschlag. Durch die globale Erwärmung sind jedoch mittlerweile auch außergewöhnlich kalte La-Niña-Jahre wärmer als der langjährige Durchschnitt des 20. Jahrhunderts.